# MODx
MODx es un sistema de administración de contenidos y framework o CMF (Content Manager Framework) de código abierto, desarrollado en PHP. Su API y modelo de eventos le otorga una amplia capacidad de adaptación y personalización, haciéndolo muy flexible en la creación de sitios Web, a diferencia de otros CMS rígidos basados en bloques. Su alto soporte de estándares xhtml/css lo hace ideal para diseñadores Web.
MODx incorpora funcionalidades Web 2.0 a través de su API permitiendo búsquedas en "vivo", efectos Web y comunicaciones Ajax.

## Historia
Los desarrolladores Raymond Irving y Ryan Thrash comenzaron el proyecto MODX CMS en 2004 como un mashup de DocVars para Etomite y add-on de la web de usuario de Raymond. En marzo de 2005, todas las referencias a "MODX" fueron retiradas de los foros Etomite, junto con una petición de su fundador a cesar las actividades de apoyo MODX allí. En este punto, MODX se convirtió en un fork del Etomite.
Para mayo de 2005, los foros MODX estaban en línea y Jason Coward se unieron al equipo de dirección del proyecto. En 2007, Raymond dejó el proyecto en términos amistosos. Al año siguiente, Shaun McCormick se unió al equipo de dirección del proyecto.
En 2008, los usuarios MODX crearon un nuevo logo y la marca para el proyecto.
En 2010, aparece la primera versión de MODX Revolution, una reescritura completa respecto a MODX Evolution. MODX LLC fue fundada en mayo de 2010. [2]
En octubre del 2012, MODX LLC lanza MODX Cloud, un sistema de hosting basado en la nube para sitios MODX.
En marzo del 2013, MODX LLC partió MODX Cloud en otra compañía, SiphonLabs. También ofrecieron hosting para WordPress.
Esta separación duro poco, y MODX Cloud se reintegró a la compañía padre en julio del 2013.
En junio del 2013, Mark Hamstra—a un conocido desarrollador de la comunidad MODX lanza modmore. modmore se convierte en el primer lugar de add-ons premium para MODX.
En noviembre de 2013, el segundo MODXpo oficial se celebra en Colonia, Alemania.
En enero de 2014, MODX se añade a librería de instalación BitNami.

## Características
MODx proporciona un framework para desarrollar sitios Web, Intranets y aplicaciones Web. Posee un completo soporte para el contenido (plano, HTML, XML), apariencia (CSS) y funcionalidad (PHP, snippets, plugging, módulos).
Entre las características adicionales se encuentran:
- Instalador basado en web gráfica.
- Soporta PHP 5.1.1 y superiores.
- Editores de texto enriquecido WYSIWYG en el Administrador.
- El Mánager funciona con varios navegadores y multiplataforma, incluyendo Firefox, Safari e Internet Explorer en Windows, Mac OS X (Firefox y Safari) y Linux (Firefox).
- Puede ser instalado en IIS, Apache, Lighttpd, Hiawatha, Cherokee, nginx, y servidores de web Zeus.
- Soporta cualquier biblioteca Ajax, incluyendo jQuery, MooTools, ExtJS y Prototype.
- Parser recursivo para la funcionalidad anidada.
- El control completo de toda la estructura de metadatos y URL con fines de Search Engine Optimization(SEO).
- Orientado a objetos
- Corazón completamente MVC.
- Permisos basados en roles en el Administrador.
- Posibilidad de personalizar el Administrador en función de cada rol.
- Capacidad para instalar complementos desde el Administrador.
- Integración de comercio electrónico a través de Foxy Cart.

## Comunidad
MODX tiene una activa comunidad, en la que participan más de 10,000 miembros en el uso y el desarrollo del software (dato a diciembre de 2007).

## Reconocimientos
En julio de 2007, Packt hizo el lanzamiento de los premios a los Sistemas Administradores de Contenido de Código Abierto (the Open Source Content Management System(CMS) Award en inglés). MODx recibió el premio al "más prometedor CMS de código abierto".
En diciembre de 2012, MODX recibió del premio "Critic's Choice for Best Open Source CMS" otorgado por CMS Critic.
En octubre de 2013, MODX recibió del premio "People's Choice Winner for Best Open Source CMS" otorgado por CMS Critic.